# S-25 Berkut
Die S-25 Berkut (NATO-Codename SA-1 Guild, russische Bezeichnung: С-25/S-25 (Система-25/Sistema-25); weitere Bezeichnungen W-300, R-113) war die erste Boden-Luft-Rakete, die in der Sowjetunion entwickelt wurde. Sie war seit den 1950er- bis in die 1980er-Jahre hinein im Einsatz. Die funkgesteuerte Waffe war ausschließlich zur Verteidigung von Großstädten gegen strategische Bomber vorgesehen.
Obwohl die S-25 unter vielen Kinderkrankheiten litt, war sie mit einem damals einmaligen Multikanal-Radar ausgestattet und wird bis heute von manchen Experten als die erste „richtige Flugabwehrrakete“ angesehen.

## Geschichte
Die S-25 Berkut wurde in den Jahren 1951 bis 1955 vom Konstrukteur A. Raspletin im OKB Lawotschkin entwickelt. Angesichts der Intensivierung des Kalten Krieges und der zunehmenden nuklearen Bedrohung durch US-Bomber benötigte man eine Abwehrwaffe. Diese nahm dann ausgehend von den Raketenplänen für die sowjetische Zenith in Form der S-25 Gestalt an.
In den Jahren 1955/56 wurde die S-25 dann bei den Sowjetischen Luftverteidigungsstreitkräften eingeführt. Sie wurde ausschließlich zur Verteidigung Moskaus eingesetzt, wobei die Positionierung in zwei Verteidigungsringen um die Stadt herum erfolgte. Der innere Verteidigungsgürtel war etwa 40 km vom Stadtzentrum entfernt und bestand aus 22 Stellungen. Der zweite Ring bestand aus 34 Stellungen und hatte einen Radius von etwa 75 km.
Die Errichtung dieser Flugabwehrraketen-Stellungen um Moskau herum führte zu einer Aufbesserung der Infrastruktur, da eigens hierfür Gebäude, Straßen und Kommunikationseinrichtungen gebaut wurden. Die Rakete selbst konnte entweder mit konventionellem oder nuklearem Sprengkopf ausgerüstet werden. Während die Nachfolgerin S-75 weltweite Verbreitung erlangte, wurde die S-25 aufgrund ihrer schlechten Trefferwahrscheinlichkeit, Mobilität und umständlichen Bedienung nie außerhalb Moskaus eingesetzt.

## Technik
Bei der S-25 handelte es sich um eine funkgesteuerte Rakete, die mit Hilfe einer Radarquelle ins Ziel gelenkt wurde. Eine S-25-Stellung bestand aus:
- A-100-Radar (Langstrecken-Überwachungsradar, NATO-Codenamen Gage)[1]
- B-200-Radar (TWS, Track-While-Scan, Simultane Verfolgung und Angriff von bis zu 20 Zielen, NATO-Codenamen Yo-Yo)
- W-301-Startersystem (Basisfahrzeug, Startvorrichtung, Funklenkanlage)
- W-300-Raketen (NATO-Codenamen SA-1 Guild)

Die S-25 besaß ein halbaktives Radar: Der Himmel wurde von der Radarstation nach Bedrohungen abgesucht. Wurde eine solche entdeckt und aufgeschaltet, dann wurde das Ziel vom Radarstrahl verfolgt und Lenkdaten an die Funklenkanlage gesendet, welche die Rakete ins Ziel führte.
Die Rakete wurde zur Bekämpfung von Zielen bis auf 55 km Entfernung bei Geschwindigkeiten von 1.500 km/h bis mehr als 2.000 km/h (abhängig von der Modifikation) und Maximalhöhen von mehr als 20.000 Metern konzipiert. In der Praxis waren diese Werte von mehreren Faktoren abhängig (Flugrichtung, Startrichtung, Wetter etc.), so dass Ziele nur in Höhen von 1.000 m bis 20.000 m bekämpft werden konnten. Mit nuklearem Sprengkopf und Zusatzausrüstung konnte die S-25 auch gegen Ziele bis zu 26.000 m eingesetzt werden. Die Rakete war ohne Feststoff-Booster und mit einem einzigen Flüssigtreibstoffmotor konzipiert worden. Obwohl sie eine Endgeschwindigkeit von Mach 3,5 (3,5fache Schallgeschwindigkeit, 3670 km/h) erreichte, war die Beschleunigung für eine Flugabwehrrakete relativ gering.
Das Radar- und Ziellenksystem B-200 war das weltweit erste Multikanal-Radar, das von einer SAM eingesetzt wurde. Das TWS-Radar (Track-While-Scan) des B-200 konnte den Luftraum in einem Winkel von 54° in der Horizontalen und Vertikalen abtasten. Die Feuerkontrollausrüstung ermöglichte weiterhin die Verfolgung und Bekämpfung von bis zu 20 Zielen gleichzeitig. Im zentralen Bunker eines S-25-Regiments fand sich neben 20 Zielleitkonsolen auch der analoge Hauptfeuerleitcomputer. Ein S-25-Regiment bestand aus 450 Soldaten und 30 Offizieren.
Durch die hohe Anzahl an S-25-Stellungen um Moskau herum (eine Stellung bestand aus etwa 60 Startrampen) und das für die damalige Zeit leistungsfähige B-200-Radar- und Ziellenksystem hätten eindringende Ziele unter schweres Abwehrfeuer durch S-25 genommen werden können. In den späteren Jahren wurde die geringe Genauigkeit der Rakete dadurch kompensiert, dass die Ziele durch schwersten S-25-Beschuss zur Umkehr oder in den Tiefflug und somit ins Visier der leistungsfähigeren S-75 und Flugabwehrgeschütze gezwungen werden sollten.